# Strąk

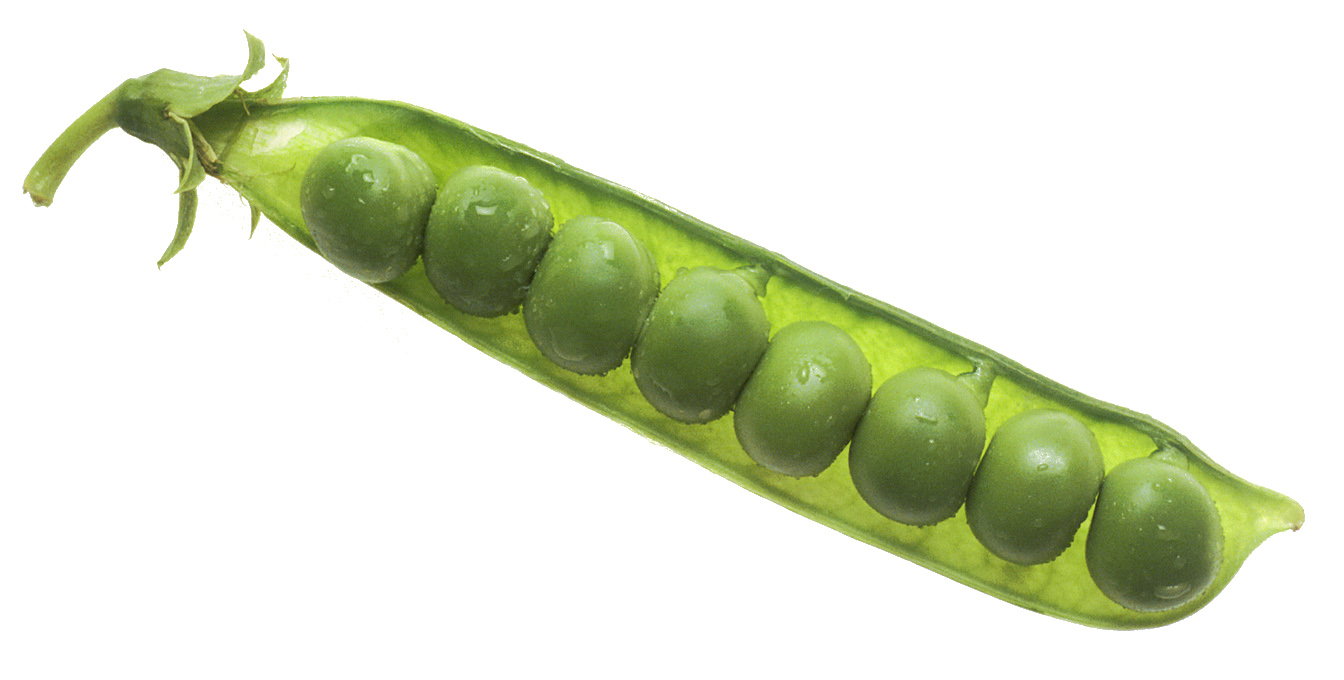
Otwarty strąk grochu

Strąk (legumen) – owoc pojedynczy, suchy pękający, zwykle wielonasienny. Wykształcony jest z zalążni pojedynczej tj. utworzonej z jednego owocolistka. Od podobnego mieszka różni się tym, że otwiera się (pęka) dwustronnie: wzdłuż szwu brzusznego (szwu zrośnięcia brzegów owocolistków, tam gdzie przymocowane są nasiona) i szwu grzbietowego (żyłki środkowej owocolistka). Nasiona zwykle okrągławe, ułożone są wzdłuż zrośnięcia się brzegów owocolistka. Owocnia jest cienka i skórzasta, niezróżnicowana morfologicznie. Anatomicznie podzielona jest na warstwy o różnej budowie, co ma istotny wpływ na proces rozsiewania nasion. 
Wyróżnia się strąk przewęzisty w przypadku owoców wyraźnie zwężonych pomiędzy poszczególnymi nasionami. Strąk taki, spotykany na przykład u roślin z rodzaju cieciorka (Coronilla) składa się z szeregu kolejnych, jednonasiennych członów.
Strąk jest typem owocu charakterystycznym dla rodziny bobowatych (Fabacaeae), a przykładami roślin posiadających strąki są między innymi: bób, groch oraz fasola.

## Zastosowanie
Strąki są po zbożach drugim pod względem ważności źródłem pożywienia roślinnego dla ludzi. Wykorzystywane są w całości jako warzywo (odmiany szparagowe fasoli zwykłej i odmiany cukrowe grochu zwyczajny) lub przyprawa (tamaryndowiec indyjski), ew. spożywane są tylko zawarte w nich nasiona (bób, soja warzywna, soczewica jadalna, ciecierzyca pospolita, orzech ziemny). W wyniku zabiegów hodowlanych odmiany udomowione cechują się większymi strąkami od przodków dziko rosnących oraz mają strąki nie pękające samoistnie, co chroni przed stratami plonów.